# Ophiura stellata
Ophiura stellata is een slangster uit de familie Ophiuridae.
De wetenschappelijke naam van de soort werd in 1882 gepubliceerd door Théophile Rudolphe Studer.